# Аделхайд Брауншвайгска (1274)
 За византийската императрица Аделхайд фон Брауншвайг вижте Аделхайд фон Брауншвайг.  
Вижте пояснителната страница за други личности с името Аделхайд.
Аделхайд Брауншвайгска (на немски: Adelheid von Braunschweig; † 12 юни 1274 в Марбург) от род Велфи е принцеса от Херцогство Брауншвайг-Люнебург и чрез женитба първата ландграфиня на Ландграфство Хесен.
Тя е четвъртата дъщеря на Ото I Детето (1204 – 1252) херцог на Брауншвайг-Люнебург и на Матилда фон Бранденбург (1210 – 1261), дъщеря на Албрехт II, маркграф на Бранденбург от фамилията Аскани.
Аделхайд се омъжва на 10 септември 1263 г. за Хайнрих I Детето (1244 – 1308) от фамилията Регинариди, първият ландграф на Ландграфство Хесен, син на херцог Хайнрих II от Брабант. Те основават княжеската династия Дом Хесен.
Аделхайд умира на 12 юни 1274 г.

## Деца
Аделхайд има с Хайнрих 6 деца:
- София (1264 – 1331), омъжена за граф Ото I фон Валдек
- Хайнрих Млади (1265 – 1298), женен 1290 г. за Агнес Баварска, херцогиня от Бавария
- Мехтхилд (1267 – 1332), омъжена 1. за граф Готфрид VI фон Цигенхайн, 2. 1309 г. граф Филип III фон Фалкенщейн
- Аделхайд (1268 – 1315), омъжена за граф Бертхолд VII фон Хенеберг
- Елизабет Стара (1269 – 1293), омъжена за граф Йохан I фон Сайн
- Ото I (* 1272, † 17 януари 1328), ландграф на Горен Хесен от 1208 г. и на Долен Хесен от 1311 г., женен 1297 г. за Аделхайд от Равенсберг